# Арташин, Вячеслав Викторович
Вячеслав Викторович Арташин (17 марта 1972, Казань — 22 мая 2014, там же) — советский и российский регбист, игравший в регбилиг. Неоднократный чемпион России по регбилиг, участник чемпионата мира 2000 года, лицензированный регбийный судья.

## Биография
Арташин выступал за казанский клуб «Стрела», завоевав несколько титулов чемпиона России по регбилиг (регби-13). Известен по играм за молодёжную сборную СССР по регби и за сборную России по регбилиг, в составе которой в 2000 году он выступил на чемпионате мира. По окончании игровой карьеры он был организатором различных детских, юниорских и ветеранских турниров по регби-7, регбилиг и пляжному регби, а также судил матчи на этих турнирах. В 2013 году был судьёй на матчах летней Универсиады 2013 года. Мастер спорта России (2003). Участник ряда ветеранских турниров.
Бывшая жена Вячеслава Эллина Скворцова и их дочь Дарья трагически погибли в авиакатастрофе в Казани 17 ноября 2013 года, что стало шоком для Арташина. 22 мая 2014 года он скончался от инфаркта, не выдержав последствий трагедии. Похоронен 24 мая на кладбище «Самосырово».
Именем Вячеслава Арташина назван приз, который вручается на одном из юниорских турниров по регби-7 в Приволжском федеральном округе: в 2015 году его вручил победителям старший брат Вячеслава Сергей.